# 5233 Nastes
Az 5233 Nastes (ideiglenes jelöléssel (5233) 1988 RL10) egy kisbolygó a Naprendszerben. Bus, S. J. fedezte fel 1988. szeptember 14-én.